# 植田佑紀
植田 佑紀（うえだ ゆき、1997年11月21日 - ）は、キリンプロに所属している子役。

## テレビ
- キッズビジネスリポート
- キッズ情報局（サンテレビ）
- 土曜ワイド劇場「京都殺人案内29」（テレビ朝日）
- 芋たこなんきん（NHK）

## 舞台
- 「ソラリスの謎」ナナ役
- 「明日への扉～夢にむかって～」佐藤かえで役

## CM
- なびじまん
- マイカル
- 日商エステム
- ZAQ

## モデル
- ECCアーティストカレッジ梅田校「七五三着付モデル」